# 遊びじゃないのよ、この恋は
『遊びじゃないのよ、この恋は』（あそびじゃないのよ、このこいは）は、1986年2月4日 - 6月17日にTBSで放送されていたテレビドラマ。

## 概要
ベテラン刑事を父に持つ新米婦人警官と、ヤクザから足を洗い医者を目指す若者の、素朴な純愛をコミカルタッチで描いている。
第9回ホリプロタレントスカウトキャラバンのグランプリを獲得したアイドルの井森美幸が、ヒロインとしてデビューした。また、鈴木保奈美のデビュー作でもある。
ヤクザの祐藤組の「祐藤」は、風評被害を未然に防ぐために、日本国内に実在しない名字を調べた上で設定された。

## 出演

### 山田家
- 山田かおる：井森美幸
上野北警察署生活安全課に配属された婦人警官。通りがかりの茂に、道で怪我を治療された事で茂に一目惚れ。後に相思相愛となる。
- 山田俊明：三浦洋一
かおるの兄。山田外科病院を営む外科医。
- 山田理恵：香坂みゆき
かおるの姉。
- 山田貞代：片平なぎさ
かおるの兄嫁。
- 山田久作：宇津井健（特別出演）
かおるの父。上野北警察署捜査課部長刑事。かおるのじゃじゃ馬ぶりに手を焼いている。

### 祐藤組
- 村井茂：井上純一
天才的な腕を持つ外科医だが、清子を交通事故に合わせた事で、祐藤組に引き入れられ、組のお抱え医師となる。かおると出会った事で、組を抜けようとするが、物語中盤で追われる身となってしまう。
- 祐藤清子：高樹澪
祐藤組長の一人娘。茂に事故を負わされた事をきっかけに、茂に一目惚れ。茂をヤクザの道に引きずり込む。背中に大きく「しげる命」の文字と、それをがんじがらめにする蛇を描いた刺青を彫っている。
- 五十嵐次郎:萩原流行
若頭。清子に対し愛情の念を抱いている。
- ヒデ：羽賀研二
- ロク：船越英一郎
出入りのチンピラコンビ。ヤングテレホンなどを通じてかおるを頼りにし、兄貴分である茂とかおるとの仲を応援する。2人とも未成年。
- 祐藤虎五郎：井川比佐志
清子の父。祐藤組組長。

### 上野北署

#### 生活安全課
- 古谷さくら：水沢アキ
かおるの上官のベテラン婦警。ヒステリックな性格で、かおると茂の仲を裂こうとする。
- はるみ：森尾由美
- ：灘陽子（現：森口瑤子）
- ：鈴木保奈美
- ：深水真紀子
- ：山本博美

#### 捜査課
- 鈴木正：石立鉄男
久作の上司の捜査課長。
- 岩城：桜金造
刑事。古谷とは犬猿の仲。
- 由紀（婦警）：貴倉良子(貴倉涼子）

### その他
- 船戸権造：玉川良一

## スタッフ
- プロデューサー：野添和子 ／ 樋口祐三、忠隈昌（TBS）
- 脚本：本村進、安本莞二、増村保造
- 音楽：菊池俊輔
- 主題歌：高樹澪「まわり燈籠」（作詞・作曲：高岡美智子、編曲：チト河内）
- 監督：國原俊明、土井茂、瀬川昌治、江崎実生
- 制作：大映テレビ、TBS

## サブタイトル
| 各話                                                     | 放送日        | サブタイトル                 | 脚本     | 監督     | 視聴率 |
| -------------------------------------------------------- | ------------- | ---------------------------- | -------- | -------- | ------ |
| 第1話                                                    | 1986年 2月4日 | ほれた男が問題なのよ         | 本村進   | 國原俊明 | 10.3%  |
| 第2話                                                    | 2月11日       | キッスが親にバレて           | 本村進   | 國原俊明 | 9.6%   |
| 第3話                                                    | 2月18日       | 家中が手をやく娘             | 本村進   | 國原俊明 | 8.8%   |
| 第4話                                                    | 2月25日       | 娘のくせにケンカして!!       | 安本莞二 | 土井茂   | 7.2%   |
| 第5話                                                    | 3月4日        | 泣いてたまるか失恋で!!       | 本村進   | 國原俊明 | 5.9%   |
| 第6話                                                    | 3月11日       | とびこんできたヤクザ医者!!   | 安本莞二 | 瀬川昌治 | 6.5%   |
| 第7話                                                    | 3月25日       | ついに殺人がおきる!          | 増村保造 | 瀬川昌治 | 5.8%   |
| 第8話                                                    | 4月8日        | 娘たちの殺人事件!            | 本村進   | 國原俊明 | 8.5%   |
| 第9話                                                    | 4月15日       | なぜ婦警さんが犯人か!?       | 本村進   | 土井茂   | 6.5%   |
| 第10話                                                   | 4月22日       | 元気がいい殺人犯の謎!!       | 安本莞二 | 土井茂   | 7.6%   |
| 第11話                                                   | 5月6日        | 家族の中に犯人がいる!!       | 本村進   | 江崎実生 | 8.7%   |
| 第12話                                                   | 5月20日       | 娘たちの危険なデート         | 本村進   | 江崎実生 | 6.3%   |
| 第13話                                                   | 5月27日       | 失恋にケンカが一番!          | 安本莞二 | 國原俊明 | 5.4%   |
| 第14話                                                   | 6月3日        | 逃げまわる婦警さん!          | 本村進   | 土井茂   | 6.6%   |
| 第15話                                                   | 6月10日       | 娘はすべてを知って殺される!? | 本村進   | 江崎実生 | 7.7%   |
| 最終話                                                   | 6月17日       | 愛の出発と別れ!              | 本村進   | 國原俊明 | 10.6%  |
| 平均視聴率7.6%（視聴率は関東地区・ビデオリサーチ社調べ） |               |                              |          |          |        |